# تولید اعداد اول
در نظریه اعداد رایانشی، الگوریتم‌های مختلفی تولید اعداد اول به صورت کارا را ممکن می‌کند. این در کاربردهای مختلفی، از جمله جدول درهم‌سازی، رمزنگاری کلید عمومی و جستجوی ریشه‌های اول اعداد بزرگ استفاده می‌شوند.
برای اعداد نسبتاً کوچک، می‌توان امتحان تقسیم را به هر عدد پشت سرهم فرد اعمال کرد. غربال اعداد اول معمولاً روش سریع‌تر است.